# 李森特鎮區 (伊利諾伊州李縣)
李森特鎮區（英語：Lee Center Township）是位於美國伊利諾伊州李縣的一個行政鎮區。

## 地方資料
根據2010年美國人口普查的數據，李森特鎮區的面積為94.60平方千米，當中陸地面積為94.00平方千米，而水域面積為0.60平方千米。當地共有人口559人，而人口密度為每平方千米5.91人。